# Altopedaliodes tena
Altopedaliodes tena är en fjärilsart som beskrevs av Otto Thieme 1905. Altopedaliodes tena ingår i släktet Altopedaliodes och familjen praktfjärilar. Inga underarter finns listade i Catalogue of Life.

## Bildgalleri

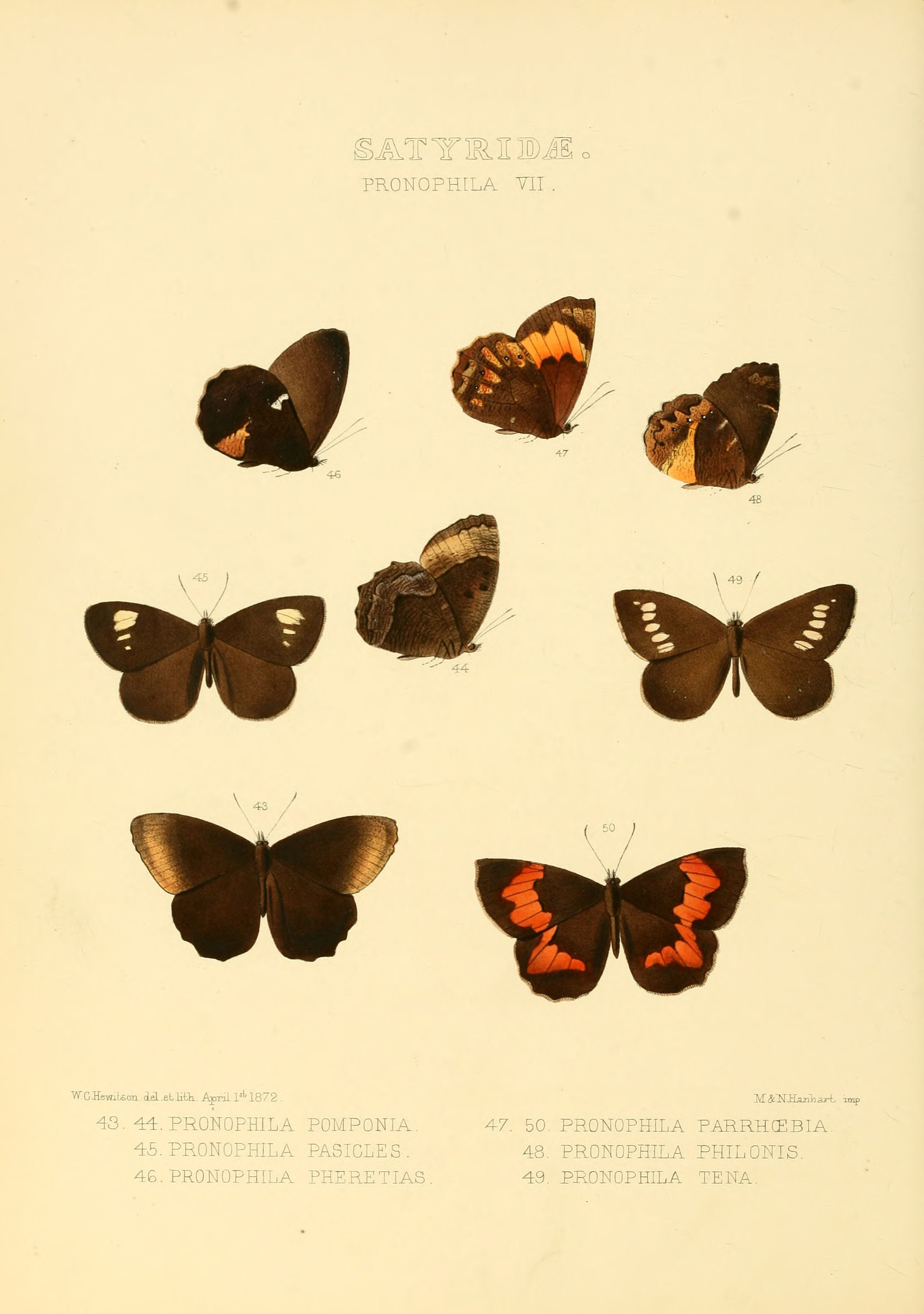